# 威卡卡尼鎮區 (北卡羅萊納州北安普頓縣)
威卡卡尼鎮區（英語：Wiccacanee Township）是位於美國北卡羅萊納州北安普頓縣的一個鎮區。

## 地方資料
威卡卡尼鎮區的面積為224.80平方千米，皆為陸地。根據2020年美國人口普查的數據，當地共有人口1134人，而人口密度為每平方千米5.04人。